# Kosmos 163
O Kosmos 163 (em russo: Космос 163, significado Cosmos 163), também referenciado como DS-U2-MP nº 2, foi um satélite soviético de pesquisas espaciais. Foi desenvolvido com o intuito de investigar micrometeoritos e pequenas partículas de poeira no espaço cósmico.
Foi lançado em 05 de junho de 1967 da base de lançamento de foguetes Kapustin Yar, União Soviética (atualmente no Cazaquistão), através de um foguete Kosmos 2L. Kosmos 163 foi o segundo de dois DS-U2-MP satélites a serem lançados, após Kosmos 135. Ele foi operado em uma órbita com perigeu de 251 quilômetros (156 milhas), um apogeu de 549 km (341 milhas), 48,4 graus de inclinação orbital e um período orbital de 92,56 minutos. Ele decaiu de sua órbita e reentrou na atmosfera em 11 de outubro de 1967.